# Julesz Béla
Julesz Béla (Budapest, 1928. február 19. – 2003. december 31.) villamosmérnök, neurológus és kísérleti pszichológus a látási és hallási észlelés területén. Munkássága, mely kutatói generációknak adott irányt és inspirációt, az emberi látórendszer megismerése, a térbeli mélység észlelése és az alakfelismerés területén meghatározó jelentőségű.

## Élete
Julesz Jenő (1894–1968) ügyvéd, jogtanácsos és Fleiner Klementina (1904–1955) fiaként született zsidó családban. Nagybátyja Julesz Miklós (1904–1972) belgyógyász, endokrinológus. 
Középiskolai tanulmányait 1938 és 1944 között a Budapesti V. Kerületi Magyar Királyi Állami Berzsenyi Dániel Gimnáziumban végezte. 
1950-ben a Budapesti Műszaki Egyetemen szerzett diplomát. Villamosmérnöki pályáját a Távközlési Kutatóintézetben kezdte. 1956-ban védte doktori értekezését, melynek témája a mikrohullámú rendszerek és a televíziójel elmélete volt. Ezt követően az Amerikai Egyesült Államokban, a Murray Hill-i Bell Laboratórium munkatársaként érdeklődése az agyi képfeldolgozás irányába fordult. 
1960-ban a random-dot (véletlen-pont-) sztereopár kidolgozásával olyan új felfedezést tett, mellyel gyökeresen megváltoztatta a térlátásról alkotott eddigi nézeteket, és egyben új, hatékony eszközt a modern látáskutatás kezébe. 
Eredményeit több mint 200 tudományos közleményben adta közre. 1971-ben publikálta alapvető, azóta is nagy hatású könyvét a két szem képét egyesítő emberi térlátásról. A Dialógusok az észlelésről címmel 1995-ben megjelent könyve magyar nyelven is olvasható. Munkásságát a szakmai közélet számos díjjal és tudományos társasági tagsággal ismerte el. 
1983 óta volt a Magyar Tudományos Akadémia tiszteleti tagja. A New Jersey-beli Rutgers Egyetem nyugalmazott igazgatójaként, az egyetem látáskutató laboratóriumának alapító igazgatójaként 2003-ban hunyt el.

## Művei
- Átviteltechnika. A Budapesti Műszaki Egyetem 4. éves gyengeáramú villamosmérnökhelyettes hallgatók részére. Hennyei Zoltán előadásai alapján írta Julesz Béla; VKM, Budapest, 1950
- Foundations of cyclopean perception; University of Chicago Press, Chicago–London, 1971
- Dialógusok az észlelésről (Dialogues on perception); angolból ford. Lukács Ágnes, Oláh Gábor, Pócs Ádám; Typotex, Budapest, 2000 (Test és lélek) ISBN 963 9132 54 3